# Gabriel Scognamillo
Gabriel Scognamillo (* 27. Oktober 1906 in New York City; † 31. Mai 1974 in Los Angeles) war ein US-amerikanischer Filmarchitekt in Frankreich und Hollywood.

## Leben
Der Sohn italienischer Einwanderer besuchte von 1922 bis 1925 die Accademia delle bell’arti in Rom und kehrte anschließend zur Fortbildung nach New York zurück. Anfänglich arbeitete Scognamillo als freischaffend als Architekt und Bühnenbildner, ehe ihn Paramount Pictures zu ihren Studios auf Long Island holte.
1930, mit Anbruch des Tonfilmzeitalters in Frankreich, holte ihn der junge Produzent Pierre Braunberger nach Paris. Dort entwarf Gabriel Scognamillo in den folgenden zwei Jahren die Bauten zu mehreren Filmen, darunter zentrale Inszenierungen Jean Renoirs (La chienne) und Marc Allégrets (Fanny). 1934 kehrte Scognamillo in die USA heim und ging nach Hollywood, wohin er von der MGM verpflichtet wurde.
Seine erste bedeutende Produktion brachte ihn mit Ernst Lubitsch zusammen, als er unter Anleitung von MGM-Chefarchitekt Cedric Gibbons an der Erstellung der Dekors zu Lubitschs Operettenverfilmung Die lustige Witwe mitarbeitete. Trotz dieses fulminanten Einstands musste sich Scognamillo bis 1950 überwiegend mit zweitklassigen Aufträgen in untergeordneter Funktion (sog. associate art director) begnügen. In Zeiten notorischer Unterbeschäftigung wechselte Gabriel Scognamillo zum Fernsehen und entwarf dort Szenenbilder für Serien bzw. Reihen wie The Adventures of Ozzie & Harriett und Westinghouse Playhouse. Zwischendurch schuf der Designer die World of Tomorrow für Disneyland und kehrte vorübergehend zur Bühne (Ice Capades, 1953) zurück.
1954 erhielt er eine Oscar-Nominierung für seine Beteiligung am Szenenbild zu der Romanze War es die große Liebe?. Zehn Jahre später lieferte Gabriel Scognamillo sein letztes bedeutendes Kinodesign für den Fantasyfilm Der mysteriöse Dr. Lao.

## Filmografie
- 1931: Mam’zelle Nitouche
- 1931: La Petite chocolatière
- 1931: On purge bébé
- 1931: Die Hündin (La Chienne)
- 1932: Baleydier
- 1932: Fanny
- 1932: Fantômas
- 1934: Die lustige Witwe
- 1936: Suzy
- 1936: Der Rächer (Robin Hood of El Dorado)
- 1936: Bad Guy
- 1937: Moonlight Murder
- 1938: Mord, wie er im Buche steht (Fast Company)
- 1938: Dramatic School
- 1938: Rich Man, Poor Girl
- 1939: Miracles for Sale
- 1939: Dr. Kildare: Unter Verdacht (Calling Dr. Kildare)
- 1939: Fast and Loose
- 1939: Congo Maisie
- 1940: Andy Hardy Meets Debutante
- 1940: Gold Rush Maisie
- 1941: Down in San Diego
- 1941: Babes on Broadway
- 1942: For Me and My Gal
- 1942: Gespensterjagd in Dixie (Whistling in Dixie)
- 1943: Thousands Cheer
- 1946: High Barbaree
- 1947: Undercover Maisie
- 1947: Singapur (Singapore)
- 1947: Die Wildwest-Witwe (The Wistful Widow of Wagon Gap)
- 1948: Der Mann ohne Gesicht (Rogues’ Regiment)
- 1949: Love Happy
- 1949: Blutrache in New York (Black Hand)
- 1950: Die Tote in den Dünen (Mystery Street)
- 1950: Der einsame Champion (Right Cross)
- 1950: Der große Caruso
- 1951: Begegnung in Tunis (The Light Touch)
- 1951: It’s a Big Country
- 1952: Die süße Falle (Love is Better Than Ever)
- 1952: Männer machen Mode (Lovely to Look At)
- 1952: War es die große Liebe? (The Story of Three Loves)
- 1953: Serenade in Rio (Latin Lovers)
- 1954: Aus dem Leben einer Ärztin (Strange Lady in Town)
- 1960: Der Turm der schreienden Frauen (Tormented)
- 1961: Massaker im Morgengrauen (A Thunder of Drums)
- 1961: Twist All Night (The Continental Twist)
- 1963: Der Balkon (The Balcony)
- 1963: Der mysteriöse Dr. Lao (7 Faces of Dr. Lao)
- 1969: Angel Angel Down We Go